# Mae Nolan

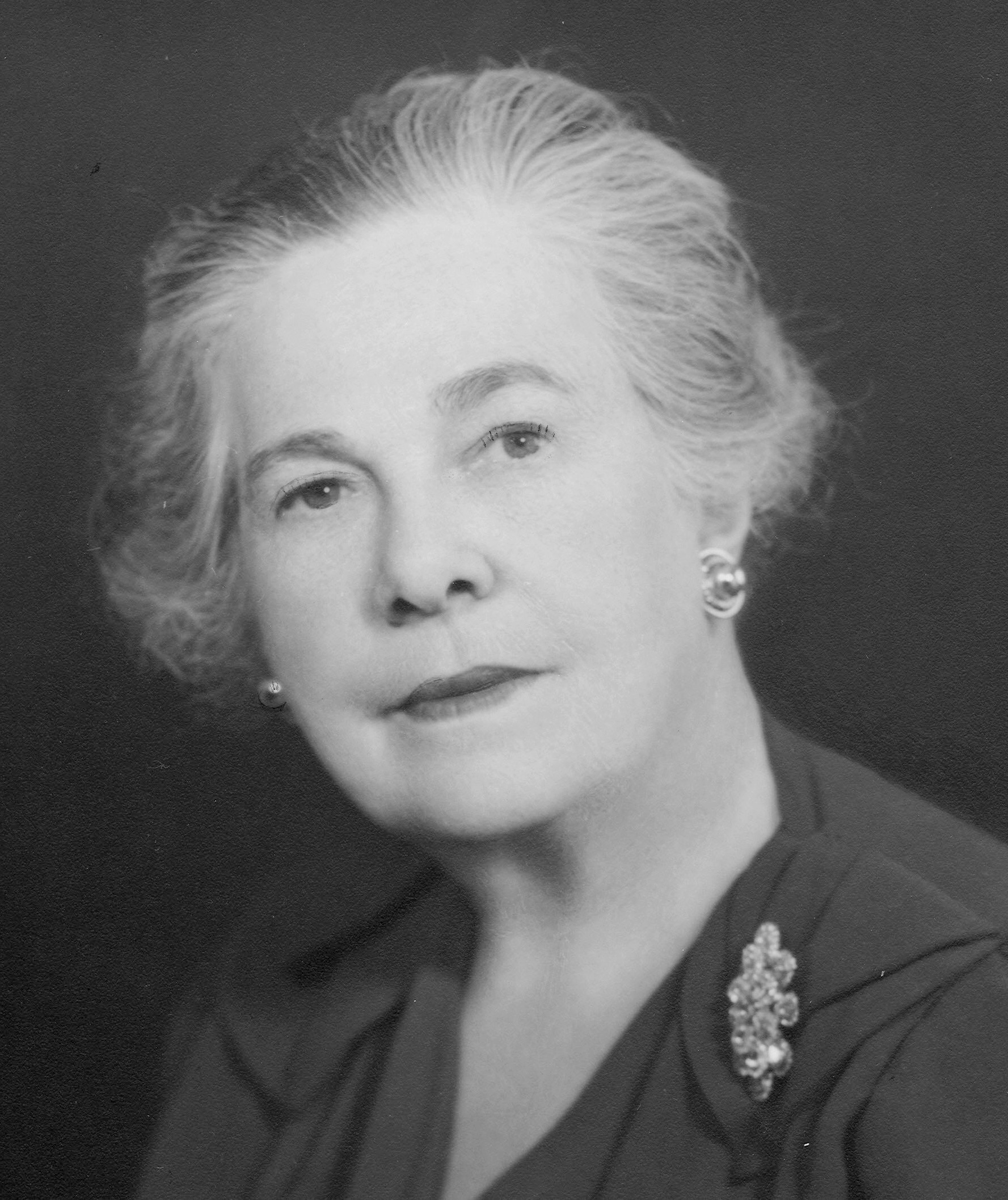
Mae Nolan

Mae Ella Nolan (* 20. September 1886 in San Francisco, Kalifornien; † 9. Juli 1973 in Sacramento, Kalifornien) war eine US-amerikanische Politikerin. Zwischen 1923 und 1925 vertrat sie den Bundesstaat Kalifornien im US-Repräsentantenhaus.

## Werdegang
Mae Nolan besuchte die öffentlichen Schulen ihrer Heimat sowie das St. Vincent’s Convent und das Ayres Business College of San Francisco. Sie heiratete den späteren Kongressabgeordneten John I. Nolan und wurde wie dieser Mitglied der Republikanischen Partei.
Nach dem Tod ihres Mannes, der als Abgeordneter starb, wurde sie bei der fälligen Nachwahl für den fünften Sitz von Kalifornien als dessen Nachfolgerin in das US-Repräsentantenhaus in Washington, D.C. gewählt, wo sie am 23. Januar 1923 ihr neues Mandat antrat. Da sie auch für die folgende Legislaturperiode gewählt worden war, konnte sie bis zum 3. März 1925 im Kongress verbleiben. Zum Zeitpunkt ihrer Wahl war sie erst die vierte Frau, die in den Kongress einzog. Vor ihr waren nur Jeannette Rankin aus Montana, Alice Mary Robertson aus Oklahoma und Winnifred Sprague Mason Huck aus Illinois in dieses Gremium gewählt worden.
Nach dem Ende ihrer Zeit im US-Repräsentantenhaus zog sich Mae Nolan aus der Politik zurück. In ihren späteren Lebensjahren zog sie nach Sacramento, wo sie am 9. Juli 1973 starb.